# Jandira Feghali
Jandira Feghali (Curitiba, 17 de maio de 1957) é uma médica, videasta e política brasileira filiada ao Partido Comunista do Brasil (PCdoB). Construiu sua carreira política pelo estado do Rio de Janeiro, onde foi eleita deputada federal.

## Biografia

### Carreira política
Nascida em 1957 na cidade de Curitiba, Jandira Feghali entrou na política em 1981, ao ingressar nos quadros do Partido Comunista do Brasil passando logo a fazer parte do Comitê Central do partido, que nesta época ainda permanecia na clandestinidade.
Jandira passou a atuar no movimento sindical, chegando, em 1983, ao cargo de presidente da Associação Nacional dos Médicos Residentes, função de que saiu para dirigir o Sindicato dos Médicos, de 1984 a 1986. De 1985 a 1986, foi presidente da Associação dos Funcionários do Hospital Geral de Bonsucesso, no Rio de Janeiro.
Em 1986, Jandira elegeu-se deputada estadual constituinte no Rio de Janeiro, exercendo o mandato de 1987 a 1991. Em 1990 foi eleita deputada federal pelo mesmo estado, sendo sucessivamente reeleita até hoje. Em 2006, Jandira se candidatou ao Senado Federal, terminando em segundo lugar com 37,51% dos votos, sendo derrotada pelo ex-ministro Francisco Dornelles.
Em 1992 votou a favor do impeachment de Fernando Collor de Mello, e em 2016 contrária ao impeachment de Dilma Rousseff.
Desde 1994 é indicada pelo Departamento Intersindical de Assessoria Parlamentar (Diap), como uma das cem "cabeças do Congresso", e foi a única deputada do Rio de Janeiro a integrar esta lista em todos os anos. Em 2004, na Câmara dos Deputados, presidiu a Comissão Especial do Ano da Mulher e a Subcomissão de Assistência Farmacêutica do Congresso Nacional.
Em 2016, na delação premiada do ex-presidente da Transpetro, Sérgio Machado, o lobista relata que pediram em nome da deputada uma ajuda financeira para sua campanha eleitoral. A doação teria sido feita à parlamentar pela empreiteira Queiroz Galvão, investigada por corrupção na Operação Lava Jato. O registro do Tribunal Superior Eleitoral demonstrou que o comitê municipal do PCdoB no Rio de Janeiro recebeu uma doação de 100 mil reais da empresa Queiroz Galvão em 2010. Em 2014, a deputada recebeu diretamente duas doações de subsidiárias da empresa, uma no valor 300 mil reais e outra no valor de 110 mil reais. Em nota, a candidata admitiu ter recebido doações de empresas investigadas na Lava-Jato, mas negou que a origem dos recursos tenha sido de corrupção. e explicou que ela, como todos os outros candidatos, tiveram financiamentos de empresas.
É autora da lei que garante a cirurgia reparadora de mama em casos de câncer através de planos e seguros de saúde e da Emenda Constitucional que permite o duplo vínculo dos profissionais de saúde. Foi coordenadora da bancada feminina no Congresso Nacional de 1998 a 2004 e também vice-presidente da Frente Parlamentar da Saúde.

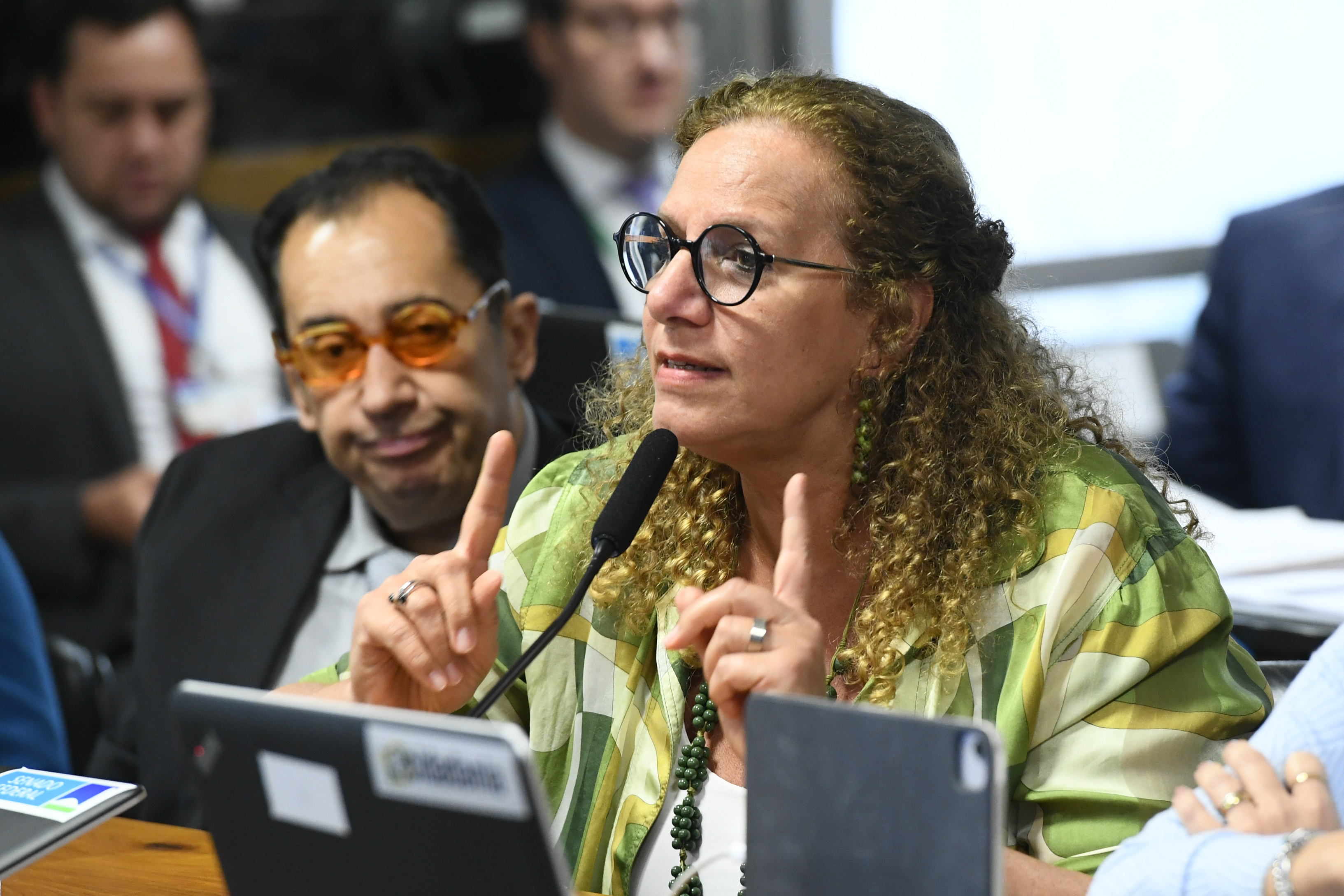
Jandira em atuação na CPMI do Golpe em 2023.

Em 2005 relatou o projeto de lei do poder executivo que cria mecanismos para coibir a violência doméstica contra a mulher, a lei Maria da Penha. A redação final é fruto do parecer apresentado por Jandira na comissão de mérito. É dela, ainda, o texto final da lei que concede licença maternidade à mãe adotante. É autora de três projetos já aprovados pela Câmara dos Deputados e em tramitação no Senado Federal: regionalização da programação artística, cultural e jornalística; fornecimento de bolsas de colostomia pelos planos e seguros de saúde; e o que regulamenta a produção e comercialização de matéria-prima, equipamento, material ou maquinário destinado a fabricação, acondicionamento, embalagem, controle de qualidade ou a qualquer outra fase visando à produção de medicamentos.

Foi secretária de Desenvolvimento Econômico da cidade de Niterói entre 2007 e 2008 e secretária de Cultura da cidade do Rio de Janeiro de 2009 a 2010.

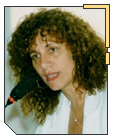
Jandira Feghali como membro da Câmara dos Deputados.

Em 2019, foi indicado para liderar minoria na Câmara dos Deputados.
No dia 17 de junho 2025, o Metrópoles apurou que Jandira apresentou emendas que beneficiaram a Contag a promover o descontos ilegais, redigidas pela própria Confederação, no esquema de fraudes no INSS.

### Candidatura à Prefeitura do Rio de Janeiro em 2008
Nas eleições municipais de 2008, Jandira Feghali concorreu pela coligação "Mudança Pra Valer", formada por PCdoB, PSB, PTN e PHS, ficando em quarto lugar com 321.012 votos ou 9,79% do total. No segundo turno apoiou Eduardo Paes, candidato do PMDB, partido que pertencia à base aliada do Governo Lula, que sagrou-se vitorioso. Após as eleições, Jandira foi nomeada Secretaria de Cultura da cidade do Rio de Janeiro.

### Candidatura a Prefeitura do Rio de Janeiro em 2016

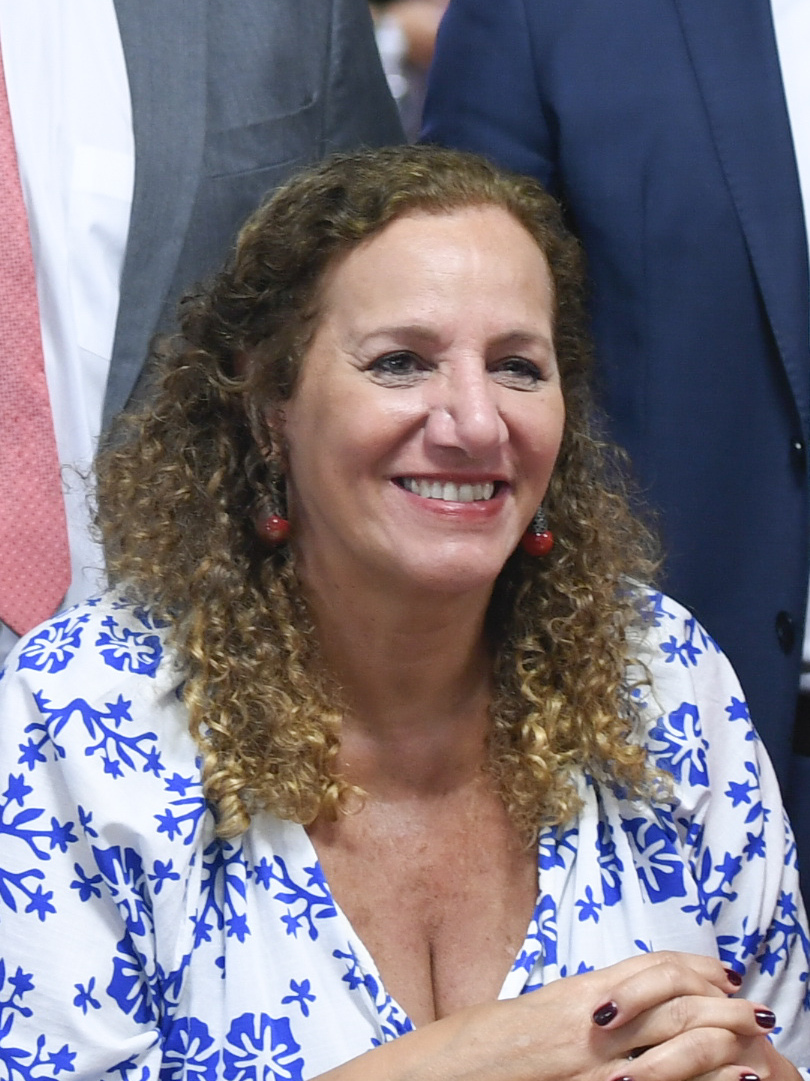
Jandira em 2023, durante CPMI do 8 de Janeiro

Em junho de 2016, a deputada, num evento que reunião lideranças e militantes do PCdoB e do PT, dentre eles o ex-presidente Lula, além de artistas, parlamentares, militantes do movimento social, profissionais liberais e intelectuais, se lançou como pré-candidata a prefeita do Rio de Janeiro.
No entanto, a candidatura foi alvo de questionamento e críticas devido à suspeita de envolvimento na Operação Lava Jato, irregularidades na falência do restaurante árabe e por se opor impeachment de Dilma Rousseff.
Em julho, confirmou sua candidatura pela coligação Rio em Comum formada pelo PCdoB e pelo Partido dos Trabalhadores, tendo o ex-ministro da Igualdade Racial no governo Lula, Édson Santos, como vice na chapa.
Recebeu pouco mais de 100 mil votos, alcançando 3,34%, e terminou a disputa na sétima colocação. Para o segundo turno, Jandira anunciou apoio a candidatura de esquerda do deputado Marcelo Freixo (PSOL), adversário do senador Marcelo Crivella (PRB).

## Desempenho eleitoral
| Ano  | Eleição                      | Cargo             | Partido | Coligação                                      | Vice/Suplente                                         | Votos     | Resultado  | Ref.   |
| ---- | ---------------------------- | ----------------- | ------- | ---------------------------------------------- | ----------------------------------------------------- | --------- | ---------- | ------ |
| 1986 | Estaduais do Rio de Janeiro  | Deputada Estadual | PCdoB   | —                                              | —                                                     | 91.977    | Eleita     | [ 24 ] |
| 1990 | Estaduais do Rio de Janeiro  | Deputada Federal  | PCdoB   | —                                              | —                                                     | 25.070    | Eleita     | [ 25 ] |
| 1994 | Estaduais do Rio de Janeiro  | Deputada Federal  | PCdoB   | —                                              | —                                                     | 41.399    | Eleita     | [ 26 ] |
| 1998 | Estaduais do Rio de Janeiro  | Deputada Federal  | PCdoB   | Muda Rio (PDT/PCdoB/PCB)                       | —                                                     | 105.307   | Eleita     | [ 27 ] |
| 2002 | Estaduais do Rio de Janeiro  | Deputada Federal  | PCdoB   | Coligação Viva o Rio (PT, PCdoB, PMN)          | —                                                     | 264.384   | Eleita     | [ 28 ] |
| 2004 | Municipais do Rio de Janeiro | Prefeita          | PCdoB   | Rio do Bem (PCdoB, PCB)                        | Gutman (PCdoB)                                        | 238.098   | Não Eleita | [ 29 ] |
| 2006 | Estaduais do Rio de Janeiro  | Senadora          | PCdoB   | Um Rio para Todos (PT, PSB, PCdoB)             | 1º Roberto Amaral (PSB) 2º Maurício Maugnaini (PCdoB) | 2.761.216 | Não Eleita | [ 30 ] |
| 2008 | Municipais do Rio de Janeiro | Prefeita          | PCdoB   | Mudança pra Valer (PCdoB, PSB, PTN, PHS)       | Ricardo Maranhão (PSB)                                | 321.012   | Não Eleita | [ 31 ] |
| 2010 | Estaduais do Rio de Janeiro  | Deputada Federal  | PCdoB   | —                                              | —                                                     | 146.220   | Eleita     | [ 32 ] |
| 2014 | Estaduais do Rio de Janeiro  | Deputada Federal  | PCdoB   | Frente Popular I (PT, PSB, PCdoB)              | —                                                     | 68.531    | Eleita     | [ 33 ] |
| 2016 | Prefeita do Rio de Janeiro   | Prefeita          | PCdoB   | Rio em Comum (PT, PCdoB)                       | Edson Santos (PT)                                     | 101.133   | Não Eleita | [ 34 ] |
| 2018 | Estaduais do Rio de Janeiro  | Deputada Federal  | PCdoB   | Frente Popular (PT, PCdoB)                     | —                                                     | 71.646    | Eleita     | [ 35 ] |
| 2022 | Estaduais do Rio de Janeiro  | Deputada Federal  | PCdoB   | Federação Brasil da Esperança (PT, PCdoB e PV) | —                                                     | 84.054    | Eleita     | [ 36 ] |

## Condecorações
| Insígnia | País   | Honra                                 | Data                   |
| -------- | ------ | ------------------------------------- | ---------------------- |
|          | Brasil | Grande Oficial da Ordem de Rio Branco | 21 de novembro de 2023 |

## Vida pessoal
É irmã do pianista e tecladista Ricardo Feghali (integrante do grupo musical Roupa Nova) e tem dois filhos.